# Acetofilamentum rigidum
Acetofilamentum rigidum ist eine Bakterienart. Das Bakterium wurde im Klärschlamm einer Abwasserbehandlungsanlage gefunden.

## Merkmale

### Erscheinungsbild
Die Zellen sind gerade, sehr dünne Stäbchen. In der Erstbeschreibung werden sie als rigide (starr oder steif) bezeichnet. Der Durchmesser einzelner Zellen liegt zwischen 0,18 und 0,30 µm, bei einer Länge von 2–8 µm. Die Gram-Färbung verläuft negativ. Es können relativ lange Filamente mit mehr als 100 µm Länge geformt werden, dies unterscheidet Acetofilamentum von der früher in der gleichen Familie geführten Gattung Acetomicrobium, diese Gattung bildet keine Filamente. (Acetomicrobium wurde zu dem neu aufgestellten Phylum Synergistetes gestellt.)  Sporen werden nicht gebildet. Die Zellen sind nicht beweglich (nonmotil).

### Wachstum und Stoffwechsel
Der Stoffwechsel ist anaerob, d. h., sie zeigen ausschließlich unter anaeroben Bedingungen – also unter Sauerstoffausschluss – Wachstum und führen eine Fermentation durch. Die Art nutzt ausschließlich organische Stoffe für das Wachstum, sie ist chemo-organotroph. Die optimale Temperatur für das Wachstum liegt zwischen 35–38 °C, Wachstum findet bei Temperaturen von 25–40 °C statt. Es werden pH-Werte von 6,5–9,0 toleriert, für das Wachstum optimale Werte liegen bei pH 7,3–8,0. Es werden Glucose, Galactose und Ribose fermentiert. Ethanol wird bei der Fermentation nicht produziert. Hingegen werden Acetat (das Anion der Essigsäure) und Wasserstoff (H2) im Stoffmengenverhältnis 1:2 gebildet, auch Kohlenstoffdioxid (CO2) entsteht bei der Fermentation. Durch einen zunehmenden H2-Partialdruck wird das Wachstum gehemmt, während eine steigende Acetat-Konzentration keinen Einfluss auf das Wachstum hat.

## Taxonomische Merkmale
Der GC-Gehalt (der Anteil der Nukleinbasen Guanin und Cytosin) in der Bakterien-DNA liegt bei 47 Mol-Prozent. Der Gram-Test fällt negativ aus.
Das auch als Murein bezeichnete Peptidoglykan der Zellwand enthält Ornithin als Diaminosäure, im Gegensatz zu den meisten anderen gram-negativen Bakterien, deren Zellwände in der Regel Diaminopimelinsäure enthalten. Zwischen dem Ornithin an einer Peptidkette und dem D-Alanin an einer anderen Kette besteht eine Glycinbrücke. Die Peptidoglykanstruktur ist möglicherweise eine Variation des von Karl Heinz Schleifer und Otto Kandler beschriebenen A3β-Typs.

### Pathogenität
Acetofilamentum rigidum ist nicht pathogen („krankheitserregend“) und wird durch die Biostoffverordnung in Verbindung mit der TRBA (Technische Regeln für Biologische Arbeitsstoffe) 466 der Risikogruppe 1 zugeordnet.

## Systematik
Die Art Acetofilamentum rigidum wie auch die Gattung wurde von G. Diedrich u. a. im Jahre 1989 erstbeschrieben. Sie ist die einzige Art der Gattung Acetofilamentum und zählt zu der Abteilung der Bacteroidetes.

## Etymologie
Der Gattungsname Acetofilamentum leitet sich von den lateinischen Wörtern acetum  für „Essig“ und filamentum  für „gedrehter“ oder „gesponnener Faden“ her und bezieht sich auf das fadenförmige Aussehen der Zellen und ihre Fähigkeit, Acetat (das Anion der Essigsäure) zu produzieren. Der Artname A. rigidum leitet sich vom lateinischen Adjektiv rigidum  für „rigide“ oder „steif“ her und bezieht sich auf das Erscheinungsbild der Zellen.